# Republiek Mahabad
Republiek Mahabad (Koerdisch: Komarî Mehabad (کۆماری مەهاباد), Perzisch: كوماری مهاباد), officieel: Staatsrepubliek Koerdistan, is de populaire benaming van de Koerdische republiek in Noordwest-Iran, die tussen 1946 en 1947 heeft bestaan en onder Sovjet-protectie stond.

## Geschiedenis
In 1941 vielen Groot-Brittannië en de Sovjet-Unie Iran binnen, omdat de beide grootmachten de Sjah Reza Pahlavi er van verdachten pro-Duits te zijn. Iran werd verdeeld in een noordelijke, Sovjet-Russische bezettingszone en een zuidelijke, Britse bezettingszone. De Russen verklaarden zich bereid om de Koerden en de Azerbeidzjanen verregaande autonomie te verlenen binnen de Sovjet-Russische bezettingszone.
Op 22 januari 1946 riepen Koerdische nationalisten van de Koerdische Democratische Partij de autonomie uit van de Koerdische regio rondom de stad Mahabad (Koerdisch: Mehabad). Qazi Mohammed (KDP) werd president, Baba Shaikh (KDP) werd minister-president en Mustafa Barzani (KDP) werd opperbevelhebber van het Koerdische leger. Sjeik Achmed Barzani, een geestelijke uit de Barzani-stam, werd spiritueel leider van de republiek. De nieuwe leiding van de republiek was vrij behoudend en streefde niet naar verregaande sociale hervormingen, hoewel de landgoederen van de gevluchte landbezitters werden geconfisqueerd en men van plan was deze vrijgekomen grond te verdelen onder de landloze boeren. President Qazi Mohammed was een belangrijke religieuze leider en verwierf grote sympathie onder de bevolking. Dit gold ook voor Mustafa Barzani, stamhoofd van de voorname Barzani-stam die nationalistisch en islamitisch waren (soennieten). Op 23 april 1946 sloot de Koerdische regering een verdrag met de eveneens onder Russische protectie opgerichte republiek Azerbeidzjan. In feite kwam het nu tot een soort federatie en beide landen besloten zaken als financiën en buitenlandse zaken gezamenlijk te regelen.
In mei 1946 besloten de Sovjets om zich uit Noord-Iran terug te trekken in ruil voor olie. Azerbeidzjan en de Republiek Mahabad werden min of meer door de Russen in de steek gelaten. Toch kwam het einde van de twee republieken niet direct. Het Iraanse leger veroverde in december 1946 Mahabad. Eind december werden Qazi Mohammed en Baba Shaikh gearresteerd. De Barzani-clan, samen met generaal Mustafa Barzani, weken uit naar Naqadeh en Uchnu. Vandaar uit ging Barzani naar Teheran in de hoop om een compromis te bereiken met sjah Mohammed Reza Pahlavi. Deze onderhandelingen werden afgebroken en op 22 februari 1947 veroverde het keizerlijk leger Naqadeh en Uchnu. De restanten van Barzani's leger weken daarna uit naar Irak en wist vandaar uit naar de Sovjet-Unie te vluchten.
Op 30 maart 1947 werden Qazi Mohammed, zijn broer en neef opgehangen. De Barzani-clan en de Qazi-clan werden vervolgd, maar via guerrilla-acties bleven zij in Noord-Iran actief. Later verplaatsten de Koerdische acties zich naar Iraaks grondgebied.
Ondanks de korte duur van de Republiek Mahabad, is zij vrij bekend geworden. Voor veel Koerden (niet alleen de Iraanse) vertegenwoordigt de Republiek Mahabad de hoop op een eigen staat.

## Aanbevolen literatuur
- The Republic of Kurdistan. Fifty Years Later. in: International Journal of Kurdish Studies. Library, Brooklin NY 11.1997, 1 & 2. ISSN 0885-386X
- William Eagleton, Jr.: The Kurdish Republic of 1946. Oxford University Press, London 1963.
- Moradi Golmorad: Ein Jahr autonome Regierung in Kurdistan, die Mahabad-Republik 1946 - 1947 in: Geschichte der kurdischen Aufstandsbewegungen von der arabisch-islamischen Invasion bis zur Mahabad-Republik, Bremen 1992, ISBN 3929089009
- M. Khoubrouy-Pak: Une république éphémère au Kurdistan, Paris u.a. 2002, ISBN 2-7475-2803-0
- David A. McDowall: Modern History of the Kurds, I. B. Tauris, 1996 (Current revision at May 14, 2004). ISBN 1-86064-185-7
- Susan Meiselas: Kurdistan In the Shadow of History, Random House, 1997. ISBN 0-679-42389-3
- Archie Roosevelt, Jr.: The Kurdish Republic of Mahabad. in: Middle East Journal. Washington DC 1947,1 (July), pp. 247-69. ISSN 0026-3141
- Kurdish Republic of Mahabad. in: Encyclopedia of the Orient.
- The Kurds: People without a country. in: Encyclopedia Britannica.
- Yassin, Burhaneddin A., Vision or Realty: The Kurds in the Policy of the Great Powers, 1941-1947, Lund University Press, Lund/Sweden, 1995.ISSN 0519-9700, ISBN 91-7966-315-X Lund University Press. ou ISBN 0-86238-389-7 Chartwell-Bratt Ltd.